# Anisomysis levi
Anisomysis levi är en kräftdjursart som beskrevs av Mihai Bacescu 1973. Anisomysis levi ingår i släktet Anisomysis och familjen Mysidae. Inga underarter finns listade i Catalogue of Life.